# 10分BOX
『10分BOX』（じゅっぷんボックス）は、2012年1月20日から2013年2月1日までフジテレビで不定期放送されていたトークバラエティ番組である。

## 内容
TOKIOの松岡昌宏が支配人（司会）を務めた番組で、毎回ある共通項を持つ4人の著名人をゲストに招いていた。
番組はまず、事前にスタジオ観覧者100人からその共通項の優劣についてアンケートを取った。そして番組本編においては、ゲスト4人が10分間箱の中（10分BOX）に入り、その共通項について話し合いやじゃんけんなどで順位づけを行った。その順位と観覧者のアンケート順位が一致していれば賞金100万円を獲得できた。別室では、司会の松岡とパンクブーブーらが10分BOXに入っているゲスト4人の話し合い内容や行動を観察していたが、これも順位優劣決定の大きな判断材料となった。

## 放送日時
- 2012年1月20日（金曜） 25:05 - 26:05 - 『金キラ☆ナイト』枠で放送。2012年4月6日深夜に『ゴールデンブレイク』枠で再放送。
- 2012年4月11日（水曜） 23:15 - 23:55 - フジテレビ系全国ネットで放送。
- 2013年2月1日0（金曜） 25:05 - 26:05 - 『ゴールデンブレイク』枠で放送。